# JYP Entertainment
JYP Entertainment Corporation (на корейски: JYP 엔터테인먼트) е една от най-известните звукозаписни компании в Южна Корея, основана от Джей Уай Пак през 1997 г. Оперира като агенция за таланти, музикална издателска къща и звукозаписна компания. Бележити музиканти от лейбъла са 2PM, JJ Project, 15&, Got7, Day6, Twice, Stray Kids, Itzy и др. Бивши членове на JYP Entertainment са Rain, G.O.D, Wonder Girls, 2AM и Miss A.

## Филантропия
На 18 март 2011 г. JYP Entertainment дарява 300 000 американски долара на движението Червен кръст в Япония, подпомагайки възстановяването на щетите, причинени от природни бедствия.
На 24 октомври 2011 г. JYP Entertainment и групата 2PM даряват 130 000 американски долара за подпомагането на пострадалите от наводнения в Тайланд.

## JYP Nation

### Дискография
- This Christmas (1 декември 2010 г.)
- JYP NATION KOREA 2014 „ONE MIC“ (9 декември 2014 г.)
- JYP NATION ENCORE (25 юли 2016 г.)

### Концерти
- JYP NATION 2010 „TEAM PLAY“
  - 24 декември 2010 г.: Сеул (Олимпийски гимнастически стадион)
- JYP NATION 2011
  - 17 – 18 август 2011 г.: Сайтама („Супер арена“)
- JYP NATION 2012
  - 4 август 2012 г.: Сеул (Олимпийски гимнастически стадион)
  - 18 – 19 август 2012 г.: Токио (Национален стадион „Йойоги“)
- JYP NATION 2014 „ONE MIC“
  - 9 – 10 август 2014 г.: Сеул (Стадион „Джамшил“)
  - 30 август 2014 г.: Хонконг (AsiaWorld-Expo)
  - 5 – 7 септември 2014 г.: Токио (Национален стадион „Йойоги“)
  - 13 декември 2014 г.: Банкок (Impact Arena, Муанг Тонг Тани)
- JYP NATION 2016 „Mix & Match“
  - 6 август 2016 г.: Сеул (Стадион „Джамшил“)
  - 2 – 4 септември 2016 г.: Токио (Национален стадион „Йойоги“)

### Филми
- 2015 г.: I Wanna Hold Your Hand

### Телевизионни сериали
- 2011 г.: Dream High (KBS2)
- 2012 г.: Dream High 2 (KBS2)
- 2017 г.: The Package (JTBC)

### Онлайн сериали
- 2015 г.: Dream Knight
- 2016 г.: Touching You
- 2016 г.: Romantic Boss
- 2017 г.: Magic School

### Предавания
- 2006 г.: MTV Wonder Girls (сформирането на групата Wonder Girls)
- 2008 г.: Hot Blood Men (сформирането на One Day, по-късно разделена на две: 2PM и 2AM)
- 2012 г.: MTV Diary (риалити сериал с участието на JJ Project)
- 2014 г.: Real GOT7 (риалити сериал с участието на Got7)
- 2015 г.: SIXTEEN (сформирането на Twice)
- 2017 г.: Stray Kids (сформирането на Stray Kids)

## Музиканти

### JYPE
Всички музиканти, които са членове на компанията, са част от JYP Nation.
| Групи - 2PM - Twice - Stray Kids - Itzy - JYP Loud | Подгрупи/Дуети - JJ Project - 15& - 3Racha - Jus2 | Соло певци - Джей Уай Пак - Джанг Ууйонг (2PM) - Джун Кей (2PM) - Ий Джунхо (2PM) - Никкун (2PM) - Найон (Twice) |

### Дъщерни
| Studio J Групи - Day6 Соло певци - Бернард Парк - Young K - Доуун - Уонпил SQU4D Групи - Nmixx | New Creative Content Entertainment Inc Част от китайски лейбъл (към JYP Entertainment): - BOY STORY FANLING Culture Media Ltd - Яочен |

### Музикални продуценти
| - Джей Уай Пак - Armadillo - Frants - Хонг Джи-санг - Dr.JO - Honey Pot (Чо Хюн-кюнг и Пак Йонг-уун) - Джухьо - Toyo - Rainstone - Tigersoul - Garden - Джейми - Ий Хе Сол - Ким Монг И - Versachoi - HotSauce (Янг Джонг-шик и Ий Дал) - Kobee - Jowul от Princess Disease - Ким Сунг-су - Мин Ий - Noday - Пол Томпсън (Marz) - Ragoon IM - Шим Ун-джи - Сонг Джи-ук - Raphael - Томи Пак - Джун Кей - Джунхо - Джанг Ууйонг | Певец – автор на песни - Джун Кей - Джунхо - TY - Никкун - Ууйонг - Чансунг - Defsoul (Джейби) - Джаксън - Джинйонг - Ars (Йонгдже) - БемБем - Югьом - Марк - Бек А Йон - Джимин Пак - Юбин - Хиерим - Бек Йерин - Йънг Кей - Джей - Сънгджин - Уонпил - Доуун - CB97 Банг Чан - SpearB (Со Чанг-бин) - J.one (Хан Джи-сунг) - Уджин | - Jonte' Moaning - Ким Хуа-йонг - Лиа Ким - Хьоджин-ий-йонг - Пак Нам-йонг - Tomoya Minase - WooNg (Ким Хьонгуонг) |

### Актьори
- Джанг Донг-джу
- Джанг Хий-рюнг
- Джо И-хьон[10]
- Джънг Гън-джу
- Канг Хун
- Канг Юн-дже
- Ким Донг-хи[11]
- Ким Джи-мин
- Ким Джонг-мун
- Ким Ю-ан
- Ий Ги-хюк
- Ий Джи-хьон
- Нам Сонг-джун
- Пак Гю-йонг
- Пак Джу-хьонг
- Пак Ши-ун
- Рю Уон
- Шин Ун-су
- Шин Йе-ун[12]
- Сонг Ха-юн
- Юн Пак[13]